# Leon Còrdas
Leon Còrdas (Minerve, 1913-Montpellier 1987) fue un escritor francés en  occitano.
Estuvo influido por Carles Campròs, Ismaèl Girard, Renat Nelli y Max Roqueta. En 1945 participó en la liberación de París y, junto con otros jóvenes occitanos, participó en la fundación del Institut d'Estudis Occitans. Sus poemas realistas, denotan influencias de Federico García Lorca y Josep Sebastià Pons. Ha escrito más de veinte obras de teatro con las que promulga las reivindicaciones agrarias desde 1907 hasta la década de los 70. 

## Obras
- Aquarela (1946) poesía
- Branca tòrta (1964) poesía
- La font de Bones-Gràcias (1955) teatro
- Los macarèls (1974) narración
- Dire son si (1975) poesía
- Sèt pans (1977) narración
- La batalha dels teules (1979) narración
- Se conti que conte (1980), poesía

- Datos: Q584083